# LWS-2005
LWS-2005 (71-152) − częściowo niskopodłogowy, jednokierunkowy tramwaj wyprodukowany przez zakłady PTMZ w Petersburgu.

## Konstrukcja
Tramwaje LWS-2005 są tramwajami dwuczłonowymi, jednokierunkowymi i jednostronnymi. Konstrukcja tramwajów wywodzi się od LWS-97, z których mają takie samo rozmieszczenie wózków: dwa napędowe (jeden pod pierwszym, a drugi pod drugim członem) oraz jeden wózek toczny umieszczony w całości pod pierwszym członem. Tramwaje uzyskały nowy wygląd zewnętrzny, ściany czołowe wykonano z tworzyw sztucznych, zastosowano wklejane okna wewnątrz pomiędzy wózkami napędowymi znajduje się niska podłoga, która zajmuje 60% długości tramwaju. Tramwaj może pomieścić 281 pasażerów w tym 31 na miejscach siedzących.

## Eksploatacja
Pierwszy tramwaj LWS-2005 dostarczono pod koniec 2006 do Petersburga, kolejne tramwaje dostarczano do 2009. Dodatkowo w 2009 dostarczono jeden tramwaj tego tupu do Barnaułu. Obecnie tramwaje LWS-2005 (26 sztuk) eksploatowane są w dwóch miastach:
| Państwo | Miasto     | Rozstaw torów (mm) | Numery    | Lata dostaw | Liczba | Uwagi |
| ------- | ---------- | ------------------ | --------- | ----------- | ------ | ----- |
| Rosja   | Barnauł    | 1524               | 3301      | 2009        | 1      |       |
| Rosja   | Petersburg | 1524               | 1101−1125 | 2006−2009   | 25     |       |
|         |            |                    |           | Razem       | 26     |       |